# Charles Proteus Steinmetz
Charles Proteus Steinmetz (właściwie: Karl August Rudolf Steinmetz; ur. 9 kwietnia 1865 we Wrocławiu, zm. 26 października 1923 w Schenectady, New York USA) – amerykański matematyk i inżynier pochodzenia niemieckiego. Pracował nad rozwojem technologii prądu przemiennego. Dokonał przełomowych odkryć w dziedzinie histerezy magnetycznej co umożliwiło projektowanie wydajniejszych silników elektrycznych.

## Życiorys
Urodził się jako Carl August Rudolph Steinmetz. Jego ojcem był Carl Heinrich Steinmetz. Cierpiał m.in. na karłowatość, kifozę (potocznie zwaną garbem) oraz dysplazję stawu biodrowego. Uczęszczał do ekskluzywnego Städtisches Johannes-Gymnasium, gdzie ujawnił talent w dziedzinie matematyki i fizyki. Później studiował na Uniwersytecie Wrocławskim, gdzie w 1883 roku uzyskał tytuł magistra. Tam też rozpoczął studia doktorskie, ale policja wszczęła śledztwo w sprawie działalności socjalistycznej na Uniwersytecie i w 1888 musiał wyjechać do Szwajcarii, żeby uniknąć aresztowania. Kiedy kończyła mu się wiza w 1889 roku wyemigrował do USA gdzie przyjął nazwisko Charles Proteus Steinmetz. Był współpracownikiem Thomasa Alvy Edisona.